# فيرتوالدوب
فيرتوالدوب هو برمجية حرة مفتوحة المصدر لتسجيل ومعالجة الفيديو، وهي موجهة لتعمل على نظام التشغيل مايكروسوفت ويندوز طورها افري لي. صممت لمعالجة بث الفيديو الخطي، بما في ذلك التصفية والضغط. ويستخدم AVI حاوية وسائط لتخزين الفيديو التي تم التقاطها. الإصدارة الأولي من فيرتوالدوب، والمكتوبة لأجل ويندوز 95، والتي صدرت على سورس فورج تم رفعها في 20 أغسطس 2000.

## التطوير

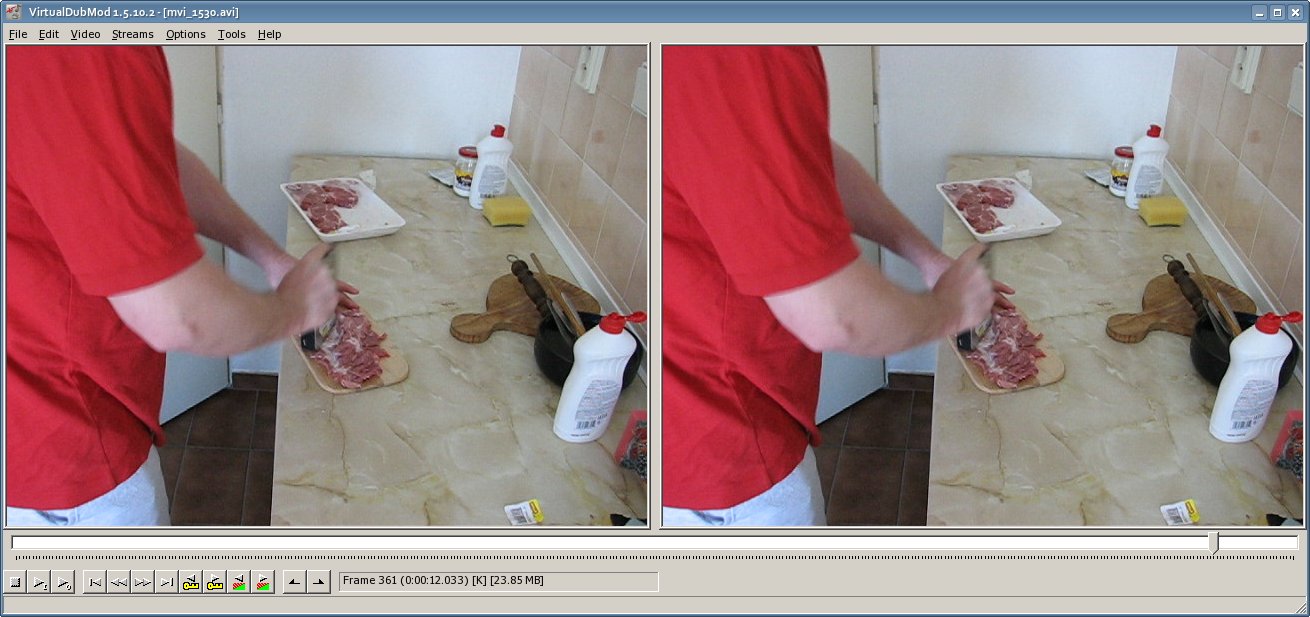
VirtualDubMod الشعبي فوركس هذا البرنامج عن مشابهة الأصلي

فيرتوالدوب تم إنشاؤه أصلا لغرض ضغط  أشرطة انمي الفيديو من سيلور مون.
فيرتوالدوب هو برمجيات حرة، الذي صدر تحت رخصة جنو العمومية العامة و استضافتها على  سورس فورج.
قد أضاف مقدم البلاغ أنه دعم المكونات الإضافية الإدخال، حتى الآن فإنه يمكن فتح أي شكل تقريبا بما في ذلك MPEG-2، متروسكا، فلاش فيديو، ويندوز ميديا، AC3، FLIC، كويك تايم، MP4، التشفيير، ريدكودي الخام
فيرتوالدوب قد ولدت العديد من انشقاق (برمجة)، أحدها VirtualDubMod المهجورة التي تتضمن ميزات مثل الدعم OGM، متروسكا (مكف) و Dolby AC-3، أي منها موجودة في فيرتوالدوب دون استخدام الإضافات طرف ثالث. VirtualDubMod هو توحيد العديد من المشاريع السابقة/فوركس، بما في ذلك: VirtualDubMod توحيد عدة سابقة المشاريع/شوك، بما في ذلك: فيرتوالدوب-MPEG2، فيرتوالدوبوجم، فيرتوالدوبافس وأكثر. مثال آخر على مفترق Nandub، مما مكن استخدام تحكم معدل البت الذكية. 
 توقفت التطوير في عام 2013 أغلق الموقع الرسمي للمنتديات  في عام 2015.
تفرع آخر فوركس هو FilterMod فيرتوالدوب، في التطوير منذ عام 2015. فيرتوالدوب FilterMod لديه كل الميزات  فيرتوالدوب الأصلي، بالإضافة إلى مضمنة ترميز/فك ترميزH.264 وغيرها من الأشكال؛ فتح وحفظ ملف كويك تايم شكل، كويك تايم، MP4، متروسكا إلخ؛ الجديدة ودعم لعمق بت عالية (أي، عميق) لون تنسيقات.

## وصلات خارجية
- فيرتوالدوب على موقع Open Hub (الإنجليزية)
- فيرتوالدوب على موقع SourceForge (الإنجليزية)
- الموقع الرسمي
- فيرتوالدوب على موقع سورس فورج
- V3.co.المملكة المتحدة استعراض